# Каптур Вадим Олександрович
Вадим Олександрович Каптур (12 липня 1987) — білоруський стрибун у воду.
Учасник Олімпійських Ігор 2008, 2012, 2016 років.